# かわたな・はさみタウンバス
かわたな・はさみタウンバスは、西肥自動車バス路線「川棚～内海（波佐見）線」が2025年4月1日付で廃止になったことに伴い、沿線自治体である川棚町と波佐見町が運行を開始したバスである。
運行方式は自家用有償旅客運送（市町村有償運送）による定時定路線運行、運行主体は川棚町・波佐見町、運行区間は波佐見町（内海）から川棚町（川棚バスセンター）間（一部便は川棚特別支援学校まで運行）となっている。